# José Antonio Llanas Almudévar
José Antonio Llanas Almudévar (Huesca, 16 de diciembre de 1920-Huesca, 5 de julio de 1997) fue un político, escritor y farmacéutico español, alcalde de Huesca.

## Biografía
Nació en 1920, aunque también se ha citado 1921,en la ciudad aragonesa de Huesca, siendo sobrino de José María Llanas Aguilaniedo. Su segundo apellido también aparece con la grafía «Almudébar».
Farmacéutico de profesión, durante la guerra civil combatió del lado del bando sublevado y más adelante desempeñó en su ciudad natal los cargos de concejal y, a partir de 1976, el de alcalde. Falleció en su municipio natal en 1997.
Entre sus obras se cuenta una titulada La pequeña historia de Huesca. Al igual que mostró preocupación por el estado en el que se encontraba el entorno de la Catedral de Huesca en el 1974.
Julio Brioso y Mayral le llegó a calificar como «una de las figuras más relevantes de la Huesca contemporánea».